# Керр, Брайан
Брайан Керр (англ. Brian Kerr; род. 3 марта 1953, Дублин, Ирландия) — ирландский футбольный тренер. Известен благодаря многолетней работе с клубом «Сент-Патрикс Атлетик», юношескими сборными Ирландии и основной сборной Ирландии. В 1998 году со сборными Ирландии до 16 и до 18 лет он выиграл два чемпионата Европы, победив сначала на первенстве U-16, проходившем в Шотландии, а затем на первенстве U-18 на Кипре. Также в 1997 году привёл сборную Ирландии к бронзовым медалям чемпионата мира среди молодёжных команд (юноши до 20 лет) в Малайзии.

## Биография
Брайан Керр родился 3 марта 1953 года в Дублине. Он никогда серьезно не занимался футболом, так как не имел особых задатков для того, чтобы стать игроком. Несмотря на это, Керр интересовался спортом и уже в 13 лет он получил должность в Академии клуба «Крамлин Юнайтед», а в 15 лет начал заниматься тренерской деятельностью.
Он учился в колледже на инженера, но ему хотелось стать тренером. Керр самостоятельно изучал необходимую литературу. В 31 год ему удалось попасть в штаб клуба «Шемрок Роверс». Спустя 12 лет он самостоятельно возглавил команду «Сент-Патрикс Атлетик». За десять лет работы с ней Керру удалось сделать ее одной из сильнейших в стране.
На посту тренера «Сент-Патрикс Атлетик» он находился с 1 июля 1986 по 30 декабря 1996 годов.
Несколько лет специалист успешно работал с юниорскими и молодежной сборной Ирландии. Ведомые им команды в течение одного сезона завоевали первые места на европейском чемпионате среди 16- и 18-летних футболистов. Подобного триумфа больше не добивался ни один другой тренер. Также специалист в 1997 году приводил сборную (U21) к бронзе молодежном ЧМ в Малайзии (ее наивысшее достижение).
26 января 2003 года Брайан Керр был назначен на должность главного тренера сборной Ирландии, сменив Мика Маккарти. 29 января он провёл первую пресс-конференцию, на которой представил двух членов тренерского штаба — Паки Боннера и Ноэла О'Райли. Ходили слухи, что в команду может прийти и второй тренер «Тоттенхэма» Крис Хьютон. Керр поставил в качестве задачи успешное выступление в отборочном турнире к чемпионату Европы-2004 и выразил уверенность в возможности вернуть в сборную Роя Кина, который в канун чемпионата мира 2002 года поссорился с Маккарти и отказался играть за сборную.
Однако наставнику не удалось вывести «парней в зеленом» ни на чемпионат Европы в Португалии, ни на чемпионат мира в Германии, и 12 октября 2005 года он покинул свой пост после окончания контракта. Всего под его руководством ирландцы провели 33 матча, в которых они добились 18 побед и проиграла лишь четыре раза. В 2007 году выражал готовность вернуться на должность наставника национальной команды.
В апреле 2009 года ирландец возглавил сборную Фарерских островов. В ноябре 2011 года уступил свой пост датчанину Ларсу Ольсену.
В последнее время специалист является телекомментатором на ирландском канале RTÉ Sport. В 2016 году во время одного из репортажей нелестно отозвался об общем уровне защитника «Ливерпуля» Рагнаре Клаване. Эстонский футбольный союз поспешила указать ирландцу на его ошибку, отметим, что их соотечественника не оказалось в заявочном листе «Ливерпуля» на той встрече, которую комментировал Керр. Однако тренер не стал приносить своих извинений. Этот инцидент не помешал ему продолжать работать на канале.

### Общественная жизнь
В 2016 году Керр вместе с другим ирландским спортсменом Тиммом Хаммерсли выступал против решения Банка Ирландии о закрытии счетов «Палестинской кампании солидарности».

## Достижения

### Международные
- Чемпион Европы (U16) (1): 1998.
- Чемпион Европы (U18) (1): 1998.
- Бронзовый призер Чемпионата мира среди молодежных команд (1): 1997.

### Национальные
- Чемпион Ирландии (2): 1989/90, 1995/96.

### Личные
- Лучший тренер года в Ирландии (2): 1997, 1998.